# Kyösti Luukko
Kyösti Luukko (Nurmo, Finlandia, 17 de febrero de 1903-27 de octubre de 1970) fue un deportista finlandés especialista en lucha libre olímpica donde llegó a ser subcampeón olímpico en Los Ángeles 1932.

## Carrera deportiva
En los Juegos Olímpicos de 1932 celebrados en Los Ángeles ganó la medalla de plata en lucha libre olímpica estilo peso medio, tras el sueco Ivar Johansson (oro) y por delante del húngaro József Tunyogi (bronce).